# L’Aiguillon-sur-Vie
L’Aiguillon-sur-Vie település Franciaországban, Vendée megyében. Lakosainak száma 2207 fő (2022. január 1.). L’Aiguillon-sur-Vie Bretignolles-sur-Mer, La Chaize-Giraud, La Chapelle-Hermier, Coëx, Givrand, Landevieille és Saint-Révérend községekkel határos.

## Népesség
A település népességének változása:
| Lakosok száma | 1853 | 1918 | 1965 | 1965 | 1987 | 2024 | 2067 | 2137 | 2207 |
|               | 2013 | 2015 | 2016 | 2017 | 2018 | 2019 | 2020 | 2021 | 2022 |